# Kinosternon hirtipes
Kinosternon hirtipes – gatunek gada z podrzędu żółwi skrytoszyjnych i rodziny mułowcowatych (Kinosternidae).
RozmiaryDługość ciała do 17 cm.
Zasięg występowaniaWystępuje w Ameryce Północnej na terenie południowych USA (południowo-zachodni Teksas) i Meksyku.
PożywienieOdżywia się ślimakami, rakami, insektami, robakami, drobnymi rybami.
OchronaGatunek ten od 2023 roku jest objęty załącznikiem II konwencji waszyngtońskiej (CITES) i aneksem B UE.